# Amiclas (hijo de Anfión)
En la mitología griega, Amiclas (en griego Αμύκλας, Amýklas) era hijo de Anfión y Níobe y por lo tanto uno de los Nióbidas. 
Apolodoro dice que Níobe, feliz con tantos hijos, decía ser más fecunda que Leto, por lo que ésta, indignada, incitó a Ártemis y Apolo contra los Nióbidas. Ártemis flechó a las muchachas en la casa, y Apolo mató a todos los varones juntos cuando cazaban en el Citerón. De éstos sólo se salvó Anfión, y de las doncellas, Cloris, la mayor, con la cual se casó Neleo. Según Telesila se salvaron Amiclas y Melibea, pues Anfión también habría muerto flechado por ellos. Clemente, en cambio, dice que Amiclas tuvo una relación amorosa con Apolo. Pausanias da una versión similar agregando que Amiclas y Melibea le rezaron personalmente a Leto por el perdón.